# سفاپارول
سفاپارول (به انگلیسی: Cefaparole یا cephaparole) یک آنتی‌بیوتیک سفمی از زیر کلاس سفالوسپورینی‌ها است که هرگز به بازار عرضه نشد.